# Matthias Jendis
Matthias Jendis (* 5. Mai 1959 in Rotenburg (Wümme); † 22. Januar 2009 in Göttingen) war ein deutscher literarischer Übersetzer.

## Leben
Nach dem Abitur (1978) leistete Matthias Jendis zwei Jahre Wehrdienst als Soldat auf Zeit (Funker) auf einem Schiff der Bundesmarine. Zwischen 1978 und 1998 war er zehnmal in Israel (zwei Kibbuzim in der Negevwüste). Das Studium der Englischen Philologie, Alten Geschichte und Mittleren und Neueren Geschichte an der Georg-August-Universität Göttingen schloss er mit dem Magister Artium und dem Ersten Staatsexamen für das gymnasiale Lehramt ab. Von 1990 bis 1995 war er als wissenschaftliche Hilfskraft am Englischen Seminar der Universität Göttingen tätig. Von 1993 bis 1996 arbeitete er an einer Dissertation über viktorianische Literatur („Die Unvollendete“). Ab Ende 1996 arbeitete er ausschließlich als literarischer Übersetzer. Für seine Neuübersetzung Moby-Dick oder Der Wal, 2001, wurde er unter anderem mit dem Heinrich Maria Ledig-Rowohlt-Preis für Übersetzungen angelsächsischer Literatur und dem Nicolas-Born-Preis 2002 ausgezeichnet, der damit erstmals an einen Übersetzer ging. Er war mit dem australischen Autor Elliot Perlman befreundet, dessen Roman Sieben Seiten der Wahrheit (2005; dt. 2008) er übersetzt hat. Er lebte in Göttingen.

## Übersetzungen
- Valerie Blumenthal: Mein Bruder Ben, Rheda-Wiedenbrück 2000
- Valerie Blumenthal: Schattenkind, Rheda-Wiedenbrück 1999
- Breena Clarke: Schwimmen im dunklen Fluss, Berlin 2005
- Michael A. Cook: Der Koran, Stuttgart 2002
- Joey Goebel: Vincent, Zürich 2005 (übersetzt zusammen mit Hans M. Herzog)[1]
- Patricia Highsmith: Geschichten von natürlichen und unnatürlichen Katastrophen, Zürich 2008
- Patricia Highsmith: Der Geschichtenerzähler, Zürich 2006
- Patricia Highsmith: Der Junge, der Ripley folgte, Zürich 2004
- Patricia Highsmith: Keiner von uns, Zürich 2005
- Patricia Highsmith: Nixen auf dem Golfplatz, Zürich 2005 (übersetzt zusammen mit Melanie Walz)
- Patricia Highsmith: Ripley Under Water, Zürich 2004
- Patricia Highsmith: Ripley’s Game oder Der amerikanische Freund, Zürich 2003
- Patricia Highsmith: „Small g“ – eine Sommeridylle, Zürich 2006
- Patricia Highsmith: Venedig kann sehr kalt sein, Zürich 2004
- Alice McDermott: Irischer Abschied, München 2001
- Herman Melville: Moby-Dick oder Der Wal, München 2001
- Patrick O’Brian: Hafen des Unglücks, Rheda-Wiedenbrück 1999
- Patrick O’Brian: Die Inseln der Paschas, Rheda-Wiedenbrück 1998
- Patrick O’Brian: Sturm in der Antarktis, München 1998
- Patrick O’Brian: Tödliches Riff, Rheda-Wiedenbrück 2000
- Wilder Perkins: Im Auftrag der Krone, München 2003
- Wilder Perkins: Unter königlicher Flagge, München 2003
- Wilder Perkins: Das verschollene Schiff, München 2002
- Elliot Perlman: Sieben Seiten der Wahrheit, München 2008
- Malise Ruthven: Der Islam, Stuttgart 2000
- Julian Stockwin: Kydd – Bewährungsprobe auf der Artemis, München 2002
- Julian Stockwin: Kydd – zur Flotte gepreßt, München 2001

## Preise und andere Auszeichnungen
- Förderstipendium des Niedersächsischen Ministeriums für Wissenschaft und Kultur für die Arbeit an Herman Melvilles Moby-Dick oder Der Wal, 2000
- Heinrich Maria Ledig-Rowohlt-Preis für Übersetzungen angelsächsischer Literatur 2002, für Moby-Dick
- Nicolas-Born-Preis für Moby-Dick, 2002; der Preis ging damit erstmals an einen Übersetzer.
- Mitglied im PEN-Zentrum Deutschland, seit 2003
- Mentor der Berliner Übersetzerwerkstatt, Literarisches Colloquium Berlin, Herbst 2003
- Lehrauftrag für das Seminar: Introduction to Literary Translation am Englischen Seminar der Universität Göttingen, seit Sommersemester 2003 in jedem Semester
- Aufenthaltsstipendium Deutscher Übersetzerfonds, für das Europäische Übersetzerkollegium EÜK in Straelen, angetreten im Januar 2004
- Reise- und Aufenthaltsstipendium des Deutschen Übersetzerfonds für das Baltic Centre for Writers and Translators, BCWT, in Visby, Gotland, gewährt im Mai 2005
- Reise- und Aufenthaltsstipendium des Deutschen Übersetzerfonds für das Collège International des Traducteurs Littéraires, CITL, in Arles, gewährt im Mai 2006 CITL
- Weiteres Aufenthaltsstipendium für das Europäische Übersetzerkollegium in Straelen, wahrgenommen im November 2007

## Notizen
1. ↑  Die Kunst des Leidens. Carmela Welge über die Übersetzung, insbes. den großen Unterschied der beiden getrennt arbeitenden Übersetzer. ReLÜ, Rezensionszeitschrift, 2, 2005

| Personendaten    | Personendaten                      |
| ---------------- | ---------------------------------- |
| NAME             | Jendis, Matthias                   |
| KURZBESCHREIBUNG | deutscher literarischer Übersetzer |
| GEBURTSDATUM     | 5. Mai 1959                        |
| GEBURTSORT       | Rotenburg (Wümme)                  |
| STERBEDATUM      | 22. Januar 2009                    |
| STERBEORT        | Göttingen                          |